# Aeroporto Internacional Jinnah
O Aeroporto Internacional Jinnah é o maior terminal aéreo do Paquistão. Está localizado na cidade de Karachi. Recebe seu nome do líder paquistanês Muhammad Ali Jinnah. É operado pela Autoridade de Aviação Cívil de Paquistão, e se encontra a uma altura de 30 metros sobre o nível do mar.

## Linhas Aéreas
| Linhas Aéreas                   | Destinos | Terminal |
| ------------------------------- | --- | -------- |
| Air Arabia                      | Sharjah | Leste    |
| Airblue                         | Dubai | Leste    |
| Airblue                         | Islamabad, Lahore, Peshawar | Oeste    |
| Air China                       | Beijing-Capital, Chengdu | Leste    |
| Biman Bangladesh Airlines       | Dhaka | Leste    |
| Bahrain Air                     | Bahrain [begins 20 June] | Leste    |
| Cathay Pacific Airways          | Bangkok-Suvarnabhumi, Hong Kong | Leste    |
| Emirates                        | Dubai | Leste    |
| Etihad Airways                  | Abu Dhabi | Leste    |
| GMG Airlines                    | Abu Dhabi, Dhaka, Dubai | Leste    |
| Gulf Air                        | Bahrain | Leste    |
| Iran Air                        | Tehran-Imam Khomeini | Leste    |
| Iraqi Airways                   | Baçorá | Leste    |
| Malaysia Airlines               | Dubai, Kuala Lumpur | Leste    |
| Oman Air                        | Mascate | Leste    |
| Pakistan International Airlines | Bahawalpur, Dalbandin, Dera Ghazi Khan, Dera Ismail Khan, Faisalabad, Gwadar, Islamabad, Lahore, Moenjodaro, Multan, Panjgur, Peshawar, Quetta, Rahim Yar Khan, Sialkot, Sukkur, Turbat, Zhob | Oeste    |
| Pakistan International Airlines | Abu Dhabi, Bahrain, Bangkok-Suvarnabhumi, Barcelona, Beijing-Capital, Chicago-O'Hare [resumes 19 June], Dammam, Delhi, Dhaka, Doha, Dubai, Istanbul-Atatürk, Jeddah, Kathmandu, Kuala Lumpur, Kuwait, London-Heathrow, Manchester, Mumbai, Muscat, New York-JFK, Riyadh, Tokyo-Narita, Toronto-Pearson | Leste    |
| Qatar Airways                   | Doha | Leste    |
| Saudi Arabian Airlines          | Dammam, Jeddah, Medina, Riyadh | Leste    |
| Shaheen Air International       | Dubai | Leste    |
| Shaheen Air International       | Islamabad, Lahore, Peshawar | Oeste    |
| SriLankan Airlines              | Colombo | Leste    |
| Thai Airways International      | Bangkok-Suvarnabhumi, Muscat | Leste    |
| Turkish Airlines                | Istanbul-Atatürk | Leste    |

## Ligações Externas
- Official Website of Jinnah International Airport
- Old Official Website
- Jinnah International Airport at the Civil Aviation Authority of Pakistan